# Big Bear Lake (ville)
Pour les articles homonymes, voir Big Bear (homonymie).
Big Bear Lake est une municipalité du comté de San Bernardino, située en Californie le long de la côte sud du lac Big Bear.  Sa population était de 5 438 habitants au recensement de 2000.  C'est une destination touristique importante en Californie du Sud connue pour ses stations de ski.

## Géographie
Big Bear Lake est située à 34°14′29″N, 116°54′12″O.
Selon le Bureau du recensement des États-Unis, la ville a une superficie de 17,0 km², 16,4 km² (6,3 mi²) de terre et 0,6 km² d'eau, soit 3,51 %.

## Démographie
| 1990  | 2000  | 2010  | - | - | - |
| ----- | ----- | ----- | - | - | - |
| 5 351 | 5 438 | 5 019 | - | - | - |